# Corneta
La corneta es un instrumento de viento-metal utilizado en el jazz, las brass bands británicas, en la música cofrade y en la música clásica, principalmente desde el siglo XIX, en bandas militares europeas. El sonido se produce gracias a la vibración de los labios del intérprete en la parte denominada boquilla a partir de la columna del aire (flujo del aire).
La corneta deriva de la trompa de postas (Posthorn alemán) al que se añadió, al principio del siglo XIX en Francia, pistones.
La corneta tiene el mismo funcionamiento que una trompeta (o cualquier instrumento de la familia de viento-metal), pero al ser un instrumento más cónico y de boquilla más profunda tiene un sonido menos brillante, más oscuro y redondo.  
En el jazz fue muy utilizada durante el estilo New Orleans, aunque luego fue suplantada poco a poco por la trompeta, aunque aún se emplea  en el jazz.
Existe un tipo de corneta principalmente usada en España que se suelen usar en las bandas de Semana Santa (Bandas de Cornetas y Tambores, Agrupaciones Musicales, y algunas Bandas de Música). Este tipo de corneta tiene un registro más limitado ya que sólo cuenta con un émbolo, que le permite tocar sólo las notas de dos series armónicas, las pertenecientes a Do y Re bemol, ejecutando las notas de fa menor (con cuatro bemoles). Su registro es el mismo de la trompeta una octava más alta.

## Historia
La corneta deriva de la corneta de posta, a la que se agregan válvulas rotativas en la década de 1820 en Francia. Sin embargo, en la década de 1830, los fabricantes parisinos usaban válvulas de pistón. Las cornetas aparecieron por primera vez como partes instrumentales separadas en composiciones francesas del siglo XIX.
Este instrumento no podría haber sido desarrollado sin la mejora de las válvulas de pistón por el trompetista de Silesia Friedrich Blühmel y Heinrich Stölzel a principios del siglo XIX. Estos dos fabricantes de instrumentos inventaron válvulas casi simultáneamente, aunque es probable que Blühmel (o Blümel) fue el inventor y Stölzel quien desarrolló un instrumento práctico. Solicitaron conjuntamente una patente y se la concedió por un período de diez años. Más tarde, y lo más importante, François Périnet recibió una patente en 1838 por una válvula mejorada que es la base de todas las válvulas de pistón de instrumentos de latón modernos. El primer virtuoso notable fue Jean-Baptiste Arban, quien estudió la corneta extensamente y publicó La grande méthode complète de cornet à piston et de saxhorn, comúnmente conocido como el método Arban, en 1864. Hasta principios del siglo XX, la trompeta y la corneta coexistieron en música conjuntos. El repertorio sinfónico a menudo incluye partes separadas para trompeta y corneta. A medida que varios constructores de instrumentos hicieron mejoras en ambos instrumentos, comenzaron a parecerse y sonar más parecidos. La corneta moderna se utiliza en bandas de música, bandas de conciertos y en repertorios orquestales específicos que requieren un sonido más suave.
El nombre corneta deriva de corne, que significa cuerno, en sí mismo del latín 'cornu'. Aunque no están relacionados musicalmente, los instrumentos de la familia Zink (que incluye serpientes) se denominan "cornetto" o "cornett" para distinguirlos de la corneta con válvula descrita aquí. La undécima edición de la Encyclopædia Britannica se refirió a las serpientes como "viejas cornetas de madera". El cornu romano/etrusco (o simplemente "cuerno") es el antepasado lingual de estos. Es un predecesor del cuerno de poste a partir del cual evolucionó la corneta, y se usó como una corneta para señalar órdenes en el campo de batalla.

## Relación con la trompeta
Las válvulas de la corneta permitían tocar de forma melódica en todo el registro de la corneta. Las trompetas fueron más lentas en adoptar la nueva tecnología de válvulas, por lo que durante 100 años o más, los compositores solían escribir partes separadas para la trompeta y la corneta. La trompeta tocaba pasajes tipo fanfarria, mientras que la corneta tocaba pasajes más melódicos. La trompeta moderna tiene válvulas que le permiten tocar las mismas notas y digitaciones que la corneta.
Las cornetas y las trompetas fabricadas en una determinada clave (normalmente la clave de Si♭ ) tocan en el mismo tono, y la técnica para tocar los instrumentos es casi idéntica.  Sin embargo, las cornetas y las trompetas no son del todo intercambiables, ya que difieren en el timbre. También está disponible, pero normalmente sólo se ve en la banda de música, un modelo soprano en Mi♭, afinado una cuarta por encima del Si♭ estándar.
A diferencia de la trompeta, que tiene un diámetro interior cilíndrico hasta la sección de la campana, el tubo de la corneta tiene un diámetro interior mayoritariamente cónico, que comienza muy estrecho en la bocina y se ensancha gradualmente hacia la campana. Las cornetas que siguen la patente de 1913 de E.A. Couturier pueden tener un diámetro interior continuamente cónico. El calibre cónico de la corneta es el principal responsable de su característico tono cálido y suave, que puede distinguirse del sonido más penetrante de la trompeta. El diámetro cónico de la corneta también la hace más ágil que la trompeta cuando se tocan pasajes rápidos, pero la afinación correcta es a menudo menos segura. La corneta es a menudo preferida por los jóvenes principiantes ya que es más fácil de sostener, con su centro de gravedad mucho más cerca del jugador.
La boquilla de la corneta tiene un vástago más corto y estrecho que el de la trompeta para que pueda encajar en el receptor de boquilla más pequeño de la corneta. El tamaño de la copa suele ser más profundo que el de una boquilla de trompeta.

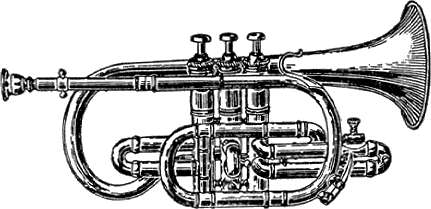
Modelo corto de corneta tradicional, también conocido como modelo en forma de cayado de pastor (Diccionario Webster 1911)

Una variedad es el modelo corto de corneta tradicional, también conocido como modelo en forma de Shepherd's Crook. Suelen ser instrumentos de gran calibre con un sonido rico y meloso. También existe el modelo largo o "American-wrap", a menudo con un diámetro más pequeño y un sonido más brillante, que se produce en una variedad de envolturas de tubos diferentes y está más cerca de una trompeta en apariencia. El modelo Shepherd's Crook es el preferido por los tradicionalistas de la corneta. La corneta de modelo largo se utiliza generalmente en las bandas de concierto de Estados Unidos, pero ha encontrado pocos seguidores en las bandas de música y de concierto de estilo británico.
Una tercera variedad relativamente rara -distinta de la corneta de modelo largo o de "envoltura americana"- es la "corneta larga", que fue producida a mediados del siglo XX por C.G. Conn y F.E. Olds y que visualmente es casi indistinguible de una trompeta, excepto porque tiene un receptor diseñado para aceptar boquillas de corneta.

### Corneta de eco
La corneta de eco ha sido llamada una variante obsoleta. Tiene una cámara de sordina (o cámara de eco) montada a un lado que actúa como una segunda campana cuando se presiona la cuarta válvula. La segunda campana tiene un sonido similar al de una sordina Harmon y se suele utilizar para tocar frases de eco, con lo que el intérprete imita el sonido de la campana principal utilizando la cámara de eco.

## Corneta española o corneta cofrade
La corneta cofrade es un instrumento de viento-metal utilizado en las formaciones musicales propias de la Semana Santa en España especialmente en las bandas de cornetas y tambores. Derivada de la corneta militar, su uso en contextos religiosos se remonta al siglo XIX, y ha evolucionado hasta convertirse en uno de los sonidos más característicos del patrimonio sonoro de la Semana Santa.

### Historia
La corneta cofrade tiene su origen en la corneta de señales empleada por los ejércitos europeos durante el siglo XIX. Este instrumento era utilizado para transmitir órdenes mediante toques codificados en el campo de batalla, gracias a su sonoridad penetrante y su portabilidad.
En España, a finales del siglo XIX y principios del XX, comenzaron a incorporarse pequeñas formaciones de cornetas y tambores en los desfiles procesionales de Semana Santa, imitando estas formaciones militares. Este tipo de banda fue institucionalizado en 1911 con la creación de la Banda del Real Cuerpo de Bomberos de Málaga, considerada como la primera banda de cornetas y tambores en el contexto cofrade.

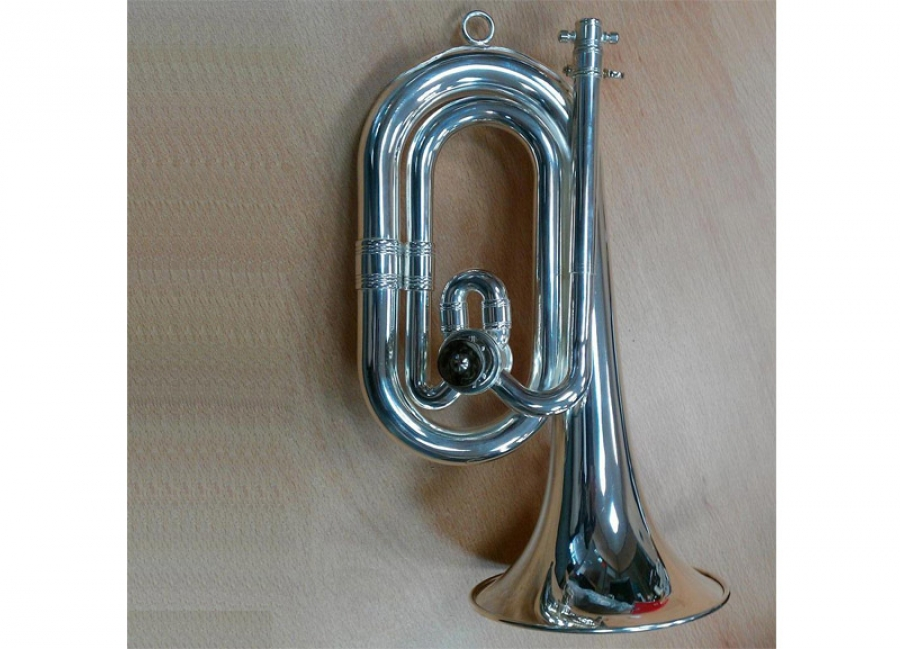
Corneta en Do-Re bemol utilizada en la mayoría de bandas de música procesional.

Durante varias décadas, estas agrupaciones interpretaron repertorios muy simples, basados en toques militares. A partir de la segunda mitad del siglo XX, y especialmente desde la década de 1980, se produjo una transformación profunda del estilo y complejidad musical de estas bandas. Surgieron formaciones que marcaron un antes y un después en la historia del género, como la Banda de Cornetas y Tambores del Santísimo Cristo de las Tres Caídas de Triana y la Banda de Cornetas y Tambores Nuestra Señora de la Victoria “Las Cigarreras” de Sevilla.
Estas agrupaciones contribuyeron decisivamente a la consolidación del género como una forma musical propia dentro del repertorio cofrade, incorporando composiciones originales, nuevas técnicas interpretativas y un enfoque más artístico.
Además de las bandas de cornetas y tambores, las cornetas han sido también ampliamente utilizadas en agrupaciones musicales (formaciones que combinan instrumentos de metal con percusión y algunos instrumentos melódicos como trompetas, trombones o fliscornos), donde desempeñan funciones melódicas y de refuerzo armónico.
De forma menos habitual, también han sido incorporadas a bandas de música de plantilla completa desde la década de 1920, con precedentes notables como la marcha “La Estrella Sublime” (1925), compuesta por Manuel López Farfán. Esta obra es considerada una de las primeras marchas procesionales complejas que integra la corneta como un instrumento melódico dentro de una plantilla sinfónica, y supuso un hito en la evolución musical de la Semana Santa.

### Características
Las cornetas cofrades suelen incorporar un sistema transpositor que permite alterar la tonalidad en que se emiten las notas naturales del instrumento. Gracias a este sistema, es posible ejecutar melodías en diferentes registros sin necesidad de cambiar de corneta.
En la actualidad, los tipos más comunes de afinación son:
- Cornetas en Do-Re bemol: Muy utilizadas en bandas de cornetas y tambores y en agrupaciones musicales, permiten una buena combinación entre potencia sonora y flexibilidad melódica.
- Cornetas en Do-Si bemol: Más frecuentes en bandas de música de plantilla completa, donde se integran junto a otros instrumentos de viento metal en repertorios sinfónicos, así como en agrupaciones musicales.

Dentro de las cornetas afinadas en Do/Re bemol existe una variante llamada corneta brillante, caracterizada por un tubo de menor longitud que le permite alcanzar notas más agudas. Este modelo amplía el registro superior del instrumento y es utilizado frecuentemente en pasajes destacados o llamadas de gran expresividad.
Aunque las cornetas tradicionales no disponen de válvulas, algunos modelos modernos incluyen una o dos para permitir ciertas alteraciones tonales y ampliar las posibilidades armónicas.

### Evolución técnica
En las últimas décadas, las cornetas utilizadas por bandas cofrades han incorporado mejoras en la afinación, nuevos sistemas acústicos y, en ocasiones, válvulas, ampliando así las posibilidades expresivas. También se ha desarrollado una técnica de interpretación más depurada, que permite el uso de efectos como glissandos, vibratos y sobreagudos.

### Actualidad
Desde la década de 1980, el género de cornetas y tambores ha vivido una renovación profunda, con la aparición de bandas de alta calidad técnica y gran proyección nacional. Estas agrupaciones han ampliado su repertorio, incluyendo composiciones sinfónicas, arreglos modernos y colaboraciones con otros estilos musicales. La corneta cofrade, en este contexto, ha pasado de ser un instrumento limitado a un vehículo de expresión artística dentro del rico universo de la música procesional.

## Técnica de interpretación

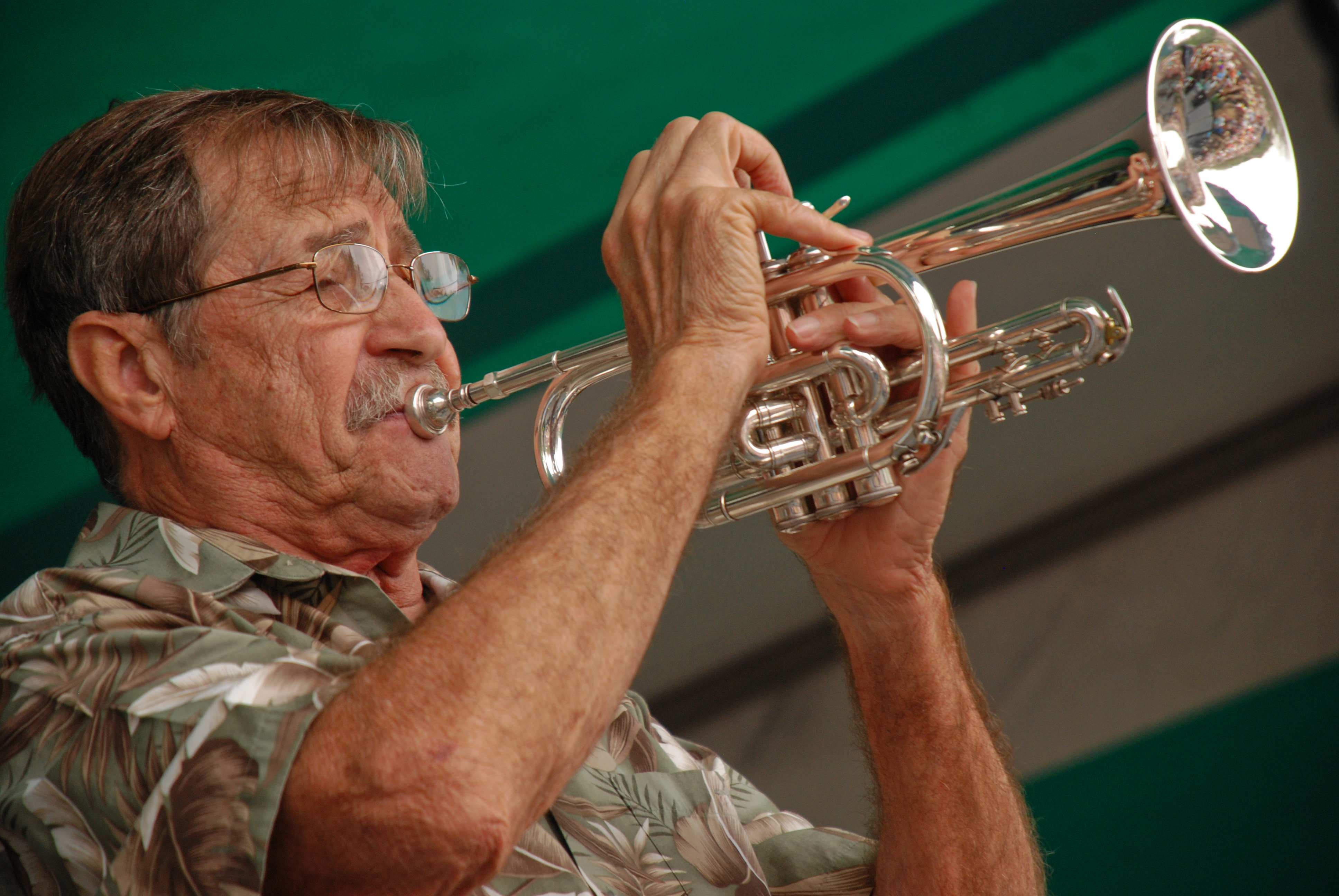
Connie Jones tocando una corneta de modelo largo

Al igual que la trompeta y todos los demás instrumentos de viento modernos, la corneta emite un sonido cuando el intérprete hace vibrar ("zumbar") los labios en la boquilla, creando una columna de aire vibrante en el tubo. La frecuencia de la vibración de la columna de aire puede modificarse cambiando la tensión y la apertura de los labios o "embocadura", y alterando la posición de la lengua para cambiar la forma de la cavidad bucal, aumentando o disminuyendo así la velocidad de la corriente de aire. Además, la columna de aire puede alargarse accionando una o varias válvulas, con lo que se reduce el tono. También es posible el Doble y triple lengüetaje.
Sin válvulas, el intérprete sólo podría producir una serie armónica de notas como las que tocan la bugle y otros instrumentos de metal "naturales". Estas notas están muy separadas en la mayor parte del rango del instrumento, lo que hace imposible la interpretación diatónica y cromática excepto en el registro extremadamente alto. Las válvulas cambian la longitud de la columna vibratoria y proporcionan a la corneta la capacidad de tocar cromáticamente.

## Conjuntos con cornetas

### Banda de música
Las bandas de música británicas están formadas únicamente por instrumentos de metal y una sección de percusión. La corneta es el instrumento melódico principal de este conjunto; nunca se utilizan las trompetas. El conjunto está formado por unos treinta músicos, entre los que se encuentran nueve cornetas en Si♭ y una corneta en Mi♭ (corneta soprano). En el Reino Unido, empresas como Besson y Boosey & Hawkes se especializaron en instrumentos para bandas de música. En Estados Unidos, fabricantes del siglo XIX como Graves and Company, Hall and Quinby, E.G. Wright y la Boston Musical Instrument Manufactury hicieron instrumentos para este conjunto.

### Banda de conciertos
La corneta aparece en la banda de concierto de estilo británico, y las primeras piezas de la banda de concierto americana, especialmente las escritas o transcritas antes de 1960, a menudo presentan partes distintas y separadas para las trompetas y las cornetas. Sin embargo, las partes para las cornetas rara vez se incluyen en las piezas americanas posteriores, y las cornetas se sustituyen en las bandas americanas modernas por la trompeta. Esta ligera diferencia en la instrumentación deriva de la herencia de la banda de conciertos británica en las bandas militares, donde el instrumento de metal más alto es siempre la corneta. En una banda de concierto británica suele haber de cuatro a seis cornetas en Si♭, pero ningún instrumento en Mi♭, ya que este papel lo ocupa el Mi♭.

### Fanfareorkest
Las Fanfareorkesten ("orquesta de fanfarria), que sólo se encuentran en los Países Bajos, Bélgica, el norte de Francia y Lituania, utilizan la familia completa de instrumentos de saxhorn. La instrumentación estándar incluye tanto la corneta como la trompeta; sin embargo, en las últimas décadas, la corneta ha sido sustituida en gran medida por la trompeta.

### Conjunto de jazz
En las bandas de jazz de estilo antiguo, se prefería la corneta a la trompeta, pero a partir de la era del swing se ha sustituido en gran medida por la trompeta, más ruidosa y penetrante.  Del mismo modo, la corneta ha sido eliminada en gran medida de las big band por el creciente gusto por instrumentos más ruidosos y agresivos, especialmente desde la llegada del bebop en la época posterior a la Segunda Guerra Mundial.
El pionero del jazz Buddy Bolden tocaba la corneta, y Louis Armstrong comenzó con la corneta, pero su cambio a la trompeta se atribuye a menudo con el comienzo de la dominación de la trompeta en el jazz. Cornetistas como Bubber Miley y Rex Stewart contribuyeron sustancialmente al sonido inicial de la Duke Ellington Orchestra. Otros cornetistas de jazz influyentes son Freddie Keppard, King Oliver, Bix Beiderbecke, Ruby Braff, Bobby Hackett y Nat Adderley. Entre las interpretaciones notables con la corneta por parte de jugadores generalmente asociados con la trompeta se encuentran la de Freddie Hubbard en Empyrean Isles de Herbie Hancock y la de Don Cherry en The Shape of Jazz to Come de Ornette Coleman. La banda Tuba Skinny está dirigida por el cornetista Shaye Cohn.

### Orquesta sinfónica
Poco después de su invención, la corneta se introdujo en la sinfónica, complementando a las trompetas. El uso de válvulas les permitía tocar una escala cromática completa en contraste con las trompetas, que seguían restringidas a la serie armónica. Además, se descubrió que su tono unificaba las secciones de trompa y trompeta. Héctor Berlioz fue el primer compositor importante que las utilizó de esta manera, y sus obras orquestales suelen utilizar parejas de trompetas y cornetas, estas últimas interpretando más las líneas melódicas. En su Sinfonía fantástica (1830), añadió una contramelodía para una corneta solista en el segundo movimiento (Un Bal).
Las cornetas siguieron utilizándose, sobre todo en las composiciones francesas, mucho después de que se generalizara la trompeta de válvulas. Se combinaban bien con otros instrumentos y se consideraban más adecuadas para ciertos tipos de melodías. Chaikovski las utilizó de forma eficaz en su Capriccio Italien (1880).
A partir de principios del siglo XX, la combinación de corneta y trompeta seguía siendo favorecida por algunos compositores, entre ellos Edward Elgar e Igor Stravinsky, pero solía utilizarse para las ocasiones en las que el compositor quería el sonido específico más meloso y ágil. Los sonidos de la corneta y de la trompeta se han ido acercando con el tiempo y, en la actualidad, la primera rara vez se utiliza como instrumento de conjunto: en la primera versión de su ballet Petrushka (1911), Stravinsky da un célebre solo a la corneta; en la revisión de 1946 eliminó las cornetas de la orquestación y en su lugar asignó el solo a la trompeta.

## Solistas de corneta destacados
- Nat Adderley (1931-2000)
- Louis Armstrong (1901-1971)
- Bix Beiderbecke (1903-1931)
- Oskar Böhme (1870-1938)
- Ruby Braff (1927-2003)
- Theodor Hoch (1843-1906)
- Connie Jones (1934-2019)
- Red Nichols (1905-1965)
- Joe "King" Oliver (1885-1938)
- Muggsy Spanier (1906-1967)
- Rex Stewart (1907-1967)
- George Swift (músico) (1911-1986)
- Hugo Türpe (1849-1891)

En 2005, la International Trumpet Guild (ITG) publicó un doble CD con documentos de audio históricos (de 1899 a 1950) principalmente de solistas de corneta: European Cornet And Trumpet Soloists. Esta documentación se basa en la colección de Ernst W. Buser, fundador del Museo de la Trompeta de Bad Säckingen.